# Rebeca Uribe
Rebeca Uribe (Sayula, Jalisco, México, 1911-1949), fue una poeta mexicana de la escuela postmodernista: sus dotes como declamadora de composiciones propias la llevaron a participar en recitales poéticos en el Teatro Degollado de Guadalajara (1933-1942). Fue conocida en el medio artístico por ser secretaria de la actriz María Félix.
Participó como actriz de teatro experimental con el grupo Proa entre 1942-1945, llegó a actuar en la Sala de Conferencias del Palacio de Bellas Artes. La ciudad de Guadalajara le rindió un homenaje en el marco del cuatrocientos aniversario de su fundación (1942). Fue secretaria de María Félix de 1945 a 1949. 
Publicó seis libros de poemas, de los cuales son localizables cinco, destacándose una antología personal, de nombre Poesía (1949). Murió en circunstancias trágicas en la Ciudad de México el 14 de agosto de 1949. Por su estética y sus tópicos de trabajo, puede considerarse afín a Los Contemporáneos. El poeta Efraín Huerta le dedica una sentida composición llamada «Elegía de verdadera muerte» en el libro La rosa blanca.

## Biografía
Rebeca Uribe nació en Sayula, Jalisco, el 8 de mayo de 1911. Uribe fue alumna regular de la Facultad de Comercio de la Universidad de Guadalajara, institución que la identifica como una de sus profesionistas destacadas. La Dirección General de Educación Primaria y Especial del Estado de Jalisco la recibió como maestra de taquigrafía, para ejercer su labor en centros escolares nocturnos, en los años 1929-1931. 
Inició su vida literaria en la revista quincenal Carteles en 1928. En el año de 1933 colabora con el diario El Informador, Nueva Galicia, Las Noticias, todas publicaciones de Guadalajara, y en Plus Ultra, de Ciudad Guzmán. Trabajó como periodista en Alma Femenina, diario de la ciudad de Guadalajara en 1932-1933. Publica su primer libro: Esfinge, edición publicitada por dicho medio, aunque no existe un ejemplar visible en repositorio alguno.
Hacia 1933-1934 la encontramos en Arte; en Voz Nueva (1934); en Cúspide (1934-1935) y en Vía (1936). Escribe para Revista de Revistas, Todo y Cinema Reporter (1949). 
Rebeca Uribe fue declamadora y actriz de teatro. Sus primeros poemas fueron dados a conocer en los recitales poéticos del Teatro Degollado de Guadalajara en la década de 1932-1942, dentro de los festivales dominicales organizados por el Partido Nacional Revolucionario de Jalisco. Participó como actriz de teatro experimental con el grupo Proa, de 1942 a 1945; llegó a actuar en la Sala de Conferencias del Palacio de Bellas Artes. Fue secretaria de María Félix de 1945 a 1949.
Por su estética, Rebeca Uribe se encuentra considerada como poeta postmodernista, figura cercana al grupo de la revista Contemporáneos, comparte con éstos la función crítica de la poesía, el cultivo del tema de la muerte y del viaje, así como la sensualidad explícita que le produce el paisaje.

## Obras
- Esfinge, Guadalajara (1933)
- Versos, México, (1937)
- Llovizna. México, (1940)
- Poema en 5 tiempos, México (1941) y (1945)
- Poema a modo de una suite, México (1942) y (1943)
- Poesía, México (1949)